# Honschaft Flandersbach

Lage von Flandersbach im Nordwesten von Wülfrath im 19. Jhd.

Die Honschaft Flandersbach war vom Mittelalter bis in das 19. Jahrhundert hinein eine von 14 Honschaften im Landgericht Homberg des Amtes Angermund im Herzogtum Berg.
Im Zuge einer Verwaltungsreform innerhalb des Großherzogtums Berg wurde 1808 die Bürgermeisterei Wülfrath gebildet und die Honschaft bildete im 19. Jahrhundert daraufhin eine der unteren Verwaltungseinheiten im ländlichen Außenbezirk der bergischen Bürgermeisterei Wülfrath im Kreis Elberfeld des Regierungsbezirks Düsseldorf innerhalb der preußischen Rheinprovinz.
Laut der Statistik und Topographie des Regierungsbezirks Düsseldorf von 1832 gehörten zu der Honschaft die Ortschaften und Wohnplätze Am Großgansland, Auf der Höferheide, Auf der untersten Haneheid, Im Kämpchen, In den Tillmannshöfen, In der Krülssteinbeck, Zu Vorkönigs sowie Zu Wolters (Schreibweisen nach Originalquelle).
Das Gebiet der Honschaft Flandersbach erstreckte sich über den Nordwesten der Bürgermeisterei Wülfrath, die seit 1846 eine Gemeinde gemäß der Gemeinde-Ordnung für die Rheinprovinz vom 23. Juli 1845 und seit 1856 eine Stadt gemäß der Rheinischen Städteordnung bildete.
Das Gemeindelexikon für die Provinz Rheinland listet die Ortschaften und Wohnplätze von Flandersbach 1888 detailliert auf (Schreibweisen nach Originalquelle): Alte Siepen, Buschkamp, Busenhaus, Busentempel, Delle, Ewalds, Feldchen, Ganslandssiepen, Gönne, Groß Gansland, Groß Kortenhaus, Grünenthal, Häuschen, Hitzblech, Höferheide, Höferquall, Hotzheide, Hütte, Jungholz, Kaldenberg, Kämpchen, Kaulshaus, Klein Gansland, Klein Kortenhaus, Königsfeldchen, Königsheide, Kothen, Krakau, Krüllsteinbeck, Losenhaus, Mergelsberg, Neuenhaus, Neuenhaus Nr. 104, Neuenhaus Nr. 123, Neuenkamp, Neuenzwingenberg, Neue Siepen, Nöckschen, Oben Thekbusch, Oberste Hansheide, Oberste Zwingenberg, Oberstrop, Platz, Quax, Kuppelsberg, Scheiderhöfchen, Schietenhaus, Schmitte, Schmitzberg, Schmitzheide, Schmitzsteinbeck, Schule, Sieperdiek, Spicherberg, Steinbeck, Steinbeckshöhe, Tillmannshöfen, Untere Thekbusch, Unterste Hansheide, Vogels, Vogelsberg, Vogelsmühle, Vorkönig, Vosskuhle, Wolters, Woltersheide und Zwingenberg. Zu dieser Zeit lebten in diesen Orten 467 Menschen in 73 Wohnhäusern.
Flandersbach ist heute eine der fünf Gemarkungen von Wülfrath. Durch das Düsseldorf-Gesetz kam 1975 ein Teil der Gemarkung Flandersbach zur Stadt Velbert.